# 香川県立石田高等学校
香川県立石田高等学校（かがわけんりつ いしだこうとうがっこう）は、香川県さぬき市寒川町石田東に所在する公立の農業高等学校。

## 設置学科
- 全日制課程
  - 生産経済科
  - 園芸デザイン科
  - 農業土木科
  - 生活デザイン科

## 設置課程
- 生産経済科
  - 農業経営コース
  - 流通経済コース
- 園芸デザイン科
  - 園芸科学コース
  - 緑地科学コース
- 農業土木科
  - 土木工学コース
  - 環境工学コース
- 生活デザイン科
  - 服飾コース
  - 食物栄養コース
- 全科共通
  - SLコース

2年次からコースを1つ選び、各コースの内容に沿った資格取得への授業をうける。コース数は多いが、学科により選択できないコースもあり、また各コース毎に人数制限も設けられており、必ずしも希望コースへ入れるわけではない。

## 歴史
- 香川県立香川農業学校として創立。
- 香川県立大川農業学校と改称。
- 1948年（昭和23年）学制改革により、香川県立大川農業高等学校となる。
- 1949年（昭和24年）香川県立石田高等学校と改称。

## イベント

### 文化祭
毎秋「石校祭（いしこうさい）」が開催される。実習過程で収穫された野菜や花･苗木などの販売が主であり、フリーマーケットや飲食物などの販売も行っている。

### 収穫祭
毎秋「収穫祭」が開催される。午前中は普段通りに授業をうけ、午後から始まる。全校生徒･全教員が校庭にあつまり、学校より支給される鉄板や網などを使い収穫されたものを調理して皆で食べる。「収穫祭」とあるが実際は業者に発注し仕入れたものを使用する。中には、自宅やスーパーなどから材料を持参する者もおり、何を食べても自由な、文字通り「祭」状態になる。また、鍋やせいろなどを持参し自分で料理し振舞う者もいる。

## 特記事項
運動部・文化部ともに活発であるが、特に自転車競技部は優秀で、インターハイ・各大会優勝する等の実績をあげている。
校則が厳しく、月に一度服装チェックが行わる。靴下の色は白か黒のみが着用を許され、肌着やベルトの色までも指定されている。特に髪型のチェックが厳しく、男子生徒は「前髪は眉毛が隠れない程度・耳が見える程度・首が隠れない程度」が原則とされている。